# Heliport M-Sola
L'Heliport M-Sola (en letó: M Sola heliports) (ICAO: EVSM), és un heliport de propietat privada pel públic a Letònia. Es troba a 62 quilòmetres a l'est de Riga al Municipi de Lielvārde. Té una zona de grava per a aterratge de 10 x 10 metres.

## Serveis disponibles
| Servei                    | Descripció                                                                |
| ------------------------- | ------------------------------------------------------------------------- |
| Il·luminació              |                                                                           |
| Navegació                 |                                                                           |
| Temps                     | Anemoscopi, pronòstic.                                                    |
| Comunicació               | Telèfon, fax, escàner, ordinador amb accés a internet, fotocopiadora etc. |
| Manteniment d'aeronaus    |                                                                           |
| Emmagatzematge d'aeronaus | En una pista, en un hangar o en un hangar climatizat.                     |
| Allotjament               | Lloguer d'una habitació o una casa sencera.                               |
| Transport                 | Transport de passatgers, avions, combustible; Lloguer d'automòbils.       |